# 柴田学園大学短期大学部
柴田学園大学短期大学部（しばたがくえんだいがくたんきだいがくぶ、英語: Shibata Gakuen University Junior College）は、青森県弘前市上瓦ケ町25番地に本部を置く日本の私立大学。1923年創立、1950年大学設置。

## 概観

### 大学全体
- 青森県弘前市に所在する日本の私立短期大学で、設置主体は学校法人柴田学園[1]。
- 国内で最初に認可された短期大学149校[注 3]の1校として、1950年に1学科体制で開学した[2]。のちに学科の増設で最大で3学科にまで拡大した時期もあったが、現在、学科構成は　生活科・保育科の2学科に縮小された。

### 建学の精神（校訓・理念・学是）
- 柴田学園大学短期大学部における建学の精神は、「教育即生活」[注釈 1]である。

### 教育および研究
- 柴田学園大学短期大学部は、1923年に開設された弘前和洋裁女学校を起源として設置されたが、服飾系学科は2012年に廃止された。現在は、栄養士課程、医療マネジメント課程及びビジネスマネジメント課程からなる生活科と、教職（幼稚園教諭）課程、保育士課程からなる保育科がある。短大の地元の特色を活かして保育科のカリキュラムの一コマに津軽三味線の演奏（学外ゲスト講師による教授）や津軽の郷土料理（ごまご飯・けの汁・しとぎ餅など）を伝える調理実習もある。

### 学風および特色
- 柴田学園大学短期大学部には　生活・保育の2科があり、開校初期から学科名の変更がなされておらずかつ「学科」ではなく「科」であることから、古風のイメージが強い短大という印象があるとの向きもあったが、生活科に栄養士課程だけでなく医療マネジメント課程やビジネスマネジメント課程を置き、設置科の名称にかかわらず、実質的には時代の推移に合わせて現代社会のニーズへの対応が行われている。
- また、従来は制服の着用があるということからも「いわゆる良妻賢母」の養成を行う、一見して古いイメージを醸し出していたが、2021年の男女共学移行後は、制服着用義務については公式ホームページにある写真からみて一部自由化されている観がある[注釈 2]。
- 2021年の完全男女共学化よりも前に、1998年から保育科への男子学生受け入れが始まり、女子短大であるにもかかわらず事実上は一部、男女共学化していた[注 4]。2022年5月1日の時点で、新規入学者における男子学生の割合が従来年度よりも増えたことにより、在籍者（210人）のうち男子学生が21人となって、全体の1割に及んでいる[4]。

## 沿革
- 1949年
  - 10月 文部省[注釈 3]に短期大学[注 5]の設置認可に関する申請を行う[注 6]。なお、学科・専攻は以下の通りとなっている[注 7]。
    - 被服学科 入学定員40名
    - 生活学科 入学定員40名
- 1950年
  - 3月14日 左記を以て短期大学の設置が文部省[注釈 3]より認可される[注 8]。
  - 4月1日 左記を以て東北女子短期大学が以下の学科体制にて開学する[注 9]。
    - 被服科 入学定員40名
- 1951年
  - 2月28日 財団法人柴田学園が学校法人として認可される[14]。
  - 4月1日 別科に以下の課程を置く[15]。
    - 被服専修 入学定員30名
- 1954年
  - 4月1日 以下の学科を増設する[注釈 4]。
    - 生活科 入学定員50名

  - 同 被服科の入学定員を40→50に増員[注釈 4]。
  - 5月1日 学生数[17]/定員
    - 被服科 158[注釈 5]/90
    - 生活科 83[注釈 5]/50
- 1955年
  - 3月30日 専攻科の設置が認可され、以下の課程を置く[18]。
    - 被服専攻 入学定員20名
- 1960年
  - 4月1日 専攻科に以下の課程を置く[19]。
    - 食物専攻 入学定員30名
- 1962年
  - 4月1日 生活科の入学定員を50→100に増員[20]。
  - 5月1日 学生数[21]/定員
    - 被服科 123[注釈 5]/100
    - 生活科 236[注釈 5]/150
- 1965年
  - 4月1日 以下の学科を増設する[22]。
    - 保育科 入学定員50名[23]

  - 5月1日 学生数[24]/定員
    - 被服科 127[注釈 5]/100
    - 生活科 320[注釈 5]/200
    - 保育科 69[注釈 5]/50
- 1967年
  - 4月1日 生活科の入学定員を100[25]→150[26]に増員[注 10]。
  - 5月1日 学生数[29]/定員
    - 被服科 174[注釈 5]/100
    - 生活科 416[注釈 5]/250
    - 保育科 179[注釈 5]/100
- 1978年
  - 3月31日 別科被服専修を廃止する[30]。
- 1981年
  - 4月1日 保育科の入学定員を50→100[注釈 6]に増員[32]。
  - 5月1日 学生数[33]/定員
    - 被服科 48[注釈 5]/100
    - 生活科 348[注釈 5]/300
    - 保育科 252[注釈 5]/150
- 1982年
  - 4月1日 被服科の入学定員を50[注釈 6]→35[34]に減員[注 11]。
  - 5月1日 学生数[37]/定員
    - 被服科 48[注釈 5]/85
    - 生活科 349[注釈 5]/300
    - 保育科 259[注釈 5]/200
- 1991年
  - 4月1日 生活科の入学定員を150[38]→200[39]に増員[注 12]。
  - 5月1日 学生数[42]/定員
    - 被服科 82[注釈 5]/70
    - 生活科 381[注釈 5]/350
    - 保育科 197[注釈 5]/200
- 1992年
  - 4月1日 専攻科に以下の課程を置く[43]。
    - 保育専攻 入学定員10名

  - 5月1日 学生数[注 13]/定員
    - 被服科 73[注釈 5]/70
    - 生活科 410[注釈 5]/400
    - 保育科 191[注釈 5]/200
- 1998年
  - 4月1日 保育科に男子学生が受入れられる。
  - 5月1日 学生数[46]/定員
    - 被服科 22[注釈 5]/70
    - 生活科 267[注釈 5]/400
    - 保育科 160[注 14]/200
- 1999年 被服科の入学定員を35→20に減員[47]。
  - 5月1日 学生数[48]/定員
    - 被服科 28[注釈 5]/55
    - 生活科 246[注釈 5]/400
    - 保育科 163[注 15]/200
- 2000年
  - 4月1日 生活科の入学定員を200→150に減員[49]。
- 2005年
  - 4月1日 被服科の入学定員を20→15に減員[50]。
  - 同 生活科に栄養教諭課程が設置される[51]。
- 2010年
  - 4月1日 生活科の入学定員を150→120に減員[52]。
- 2011年
  - 4月1日 被服科の学生募集を最終とする[注釈 7]
- 2013年
  - 3月31日 左記以降、被服科を廃止する。
- 2016年
  - 新講義棟を増築。
- 同
  - 4月1日 生活科の入学定員を120→90に減員[54]。
- 2020年
  - 生活科にビジネスマネジメント課程が設置される。
- 2021年
  - 4月1日 完全男女共学化し、柴田学園大学短期大学部に変更。さらに、学科の入学定員を以下の通り減員する[1]。
    - 生活科 90→60
    - 保育科 100→80
- 2022年
  - 4月1日 学科の入学定員を以下の通り減員する[1]。
    - 生活科 60→50
    - 保育科 80→60

## 基礎データ

### 所在地
- 青森県弘前市上瓦ケ町25番地
- 同じ柴田学園敷地内に東北栄養専門学校が併設されていた（2022年3月閉校）。

### 交通アクセス
- JR東北本線・弘南鉄道弘南線弘前駅下車。
- 弘南鉄道大鰐線中央弘前駅下車。

### 象徴
- 柴田学園大学短期大学部のカレッジマークは、柴田学園大学と共通のもの[注釈 8] であり、梅の花をイメージしており[55]、その中央に学校法人名の頭文字の「柴」をあしらったデザインが記されている。
- 柴田学園大学短期大学部の校歌（柴田学園大学と共通）は、弥富破摩雄により作詞、田村虎蔵により作曲されている。1928年に制定。

## 教育および研究

### 組織

#### 学科
- 生活科 入学定員50名
- 保育科 入学定員60名

#### 過去にあった学科
- 被服科 入学定員15名[注 16]

#### 専攻科
- 被服専攻 入学定員20名[注釈 9]
- 食物専攻 入学定員30名[注釈 9]
- 保育専攻 入学定員10名[注釈 9]

#### 別科
- 家政専修 入学定員30名[注 17]

#### 取得資格について
- 生活科
  - 栄養士免許[注 18]
  - フードサイエンティスト資格
  - 食物インストラクター資格
  - 医療管理秘書士資格
  - 登録販売者資格
  - ビジネス実務士資格
  - 上級ビジネス実務士資格
  - プレゼンテーション実務士資格
  - 情報処理士資格
  - 上級情報処理士資格
  - ウェブデザイン実務士資格
  - ITパスポート

※ 以上にある各種の「実務士」は、一般財団法人全国大学実務教育協会の認定資格。
- 保育科
  - 幼稚園教諭二種免許
  - 保育士資格
  - 認定ベビーシッター資格
- 被服科（廃止）[注 20]。
  - 衣料管理士資格（2級）

### 研究
- 『東北女子短期大学紀要』[66]

## 学生生活

### 部活動・クラブ活動・サークル活動
柴田学園大学短期大学部におけるクラブ活動：主な一覧
- 体育系：バレーボール部・バドミントン部・卓球部・バスケットボール部・体操ダンス部
- 文化系：華道部・茶道部・美術部・三味線部・軽音楽部・栄養研究部・食育研究部・ハンドメイド部

### 学園祭
- 柴田学園大学短期大学部の学園祭は、毎年概ね10月に行われている。

## 大学関係者と組織

### 大学関係者一覧
- 柴田やす：初代学長

## 施設

### キャンパス
- 図書館：所蔵数は41,000冊余になっている。
- 給食管理実習室
- 礼法室
- 映写室
- 階段教室
- コンピューター実習室
- 総合グラウンド

### 寮
- 「清風寮」：柴田学園大学キャンパス内

### 研究・研修施設
- 山の家「ヴィラ柴田」

## 対外関係

### 系列校
- 柴田学園大学
- 柴田学園大学附属柴田学園高等学校
- 柴田幼稚園

## 社会との関わり
- 一般市民に対して、短大の授業を一部公開している（「公開講座」として）。
- 講師を派遣する「出前講座」[67]や高校生向けに授業を行う「出張授業」もある

## 卒業後の進路

### 就職
＜出典：主な就職先＞
- 生活科：栄養士資格取得者は、それを活かした職に就く人が多く、日清医療食品ほか多数ある。医療マネジメント課程からはほとんど医療事務の方面に進んでいる。ビジネスマネジメント課程からは一般事務職に就く人のほか営業など多岐に渡っている。
- 保育科：保育士として就職する人が大半である。幼稚園への就職者や一般企業への就職者も見られる。

### 編入学・進学実績
- 系列の柴田学園大学や郡山女子大学・盛岡大学等（以上、過去の編入先の例）のほか弘前医師会看護専門学校などがある。